# Who's Afraid of Little Old Me?
«Who's Afraid of Little Old Me?» es una canción escrita e interpretada por la cantautora estadounidense Taylor Swift para su undécimo álbum de estudio, The Tortured Poets Department (2024). Swift y Jack Antonoff produjeron la pista, que es una canción de pop de cámara inspirada en el gótico sureño que incorpora un eco denso y cuerdas. Las letras fueron inspiradas por los sentimientos amargos de Swift al reflexionar sobre su ascenso adolescente a la fama, y comparan a un narrador con una bruja malvada y un animal de circo atrapado, detallando cómo su crianza en un asilo contribuye a su naturaleza cruel y viscosa.
La recepción crítica de «Who's Afraid of Little Old Me?» fue mixta. Algunos críticos encontraron el tono pesado que hace que la pista sea difícil de escuchar y las letras confusas, pero otros elogiaron los elementos musicales y elogiaron las letras como mordaces e impactantes. La canción alcanzó el puesto número nueve en el Billboard Global 200 y se ubicó en el top 10 en Australia, Canadá, Nueva Zelanda y Estados Unidos. Swift la interpretó en los shows de su gira Eras Tour en 2024.

## Música y letra
En un comentario para Amazon Music, Swift recordó que escribió «Who's Afraid of Little Old Me?» sola en el piano, mientras estaba en un estado amargo reflexionando sobre cómo su ascenso adolescente a la fama influenció su autopercepción. Ella dijo que «el mundo tiene este sentido de propiedad» sobre las figuras públicas, lo que las lleva a ser fácilmente criticadas por sus comportamientos; «Las ponemos en el infierno. Observamos lo que crean, luego lo juzgamos. Nos encanta ver a los artistas sufrir, a menudo hasta el punto en que creo que a veces como sociedad provocamos ese dolor, y simplemente observamos lo que sucede».
Swift produjo «Who's Afraid of Little Old Me?» con Jack Antonoff, quien lo programó y tocó instrumentos como sintetizadores (Juno, Moog, M1, Mellotron), batería, bajo, guitarra eléctrica, piano y violonchelo. La pista fue grabada por Jonathan Low, Jack Manning, Joey Miller y Laura Sisk en Conway Recording Studios en Los Ángeles, Electric Lady Studios en Nueva York y Esplanade Studios en Nueva Orleans. Otros músicos en la pista incluyen a Sean Hutchinson (batería), Aaron Dessner (piano), Zem Audu (sintetizadores), Mikey Freedom Hart (sintetizadores), Evan Smith (sintetizadores) y Michael Riddleberger (percusión). La canción es la pista 10 en el undécimo álbum de estudio de Swift, The Tortured Poets Department, que fue lanzado el 19 de abril de 2024, a través de Republic Records.
«Who's Afraid of Little Old Me?» es una canción de pop de cámara que está instrumentada con eco denso y cuerdas e infunde elementos del Gótico Sureño. El puente incorpora un bajo resonante. Las letras detallan la percepción de Swift sobre su imagen pública. La canción comienza con Swift enfrentando a sus críticos («Si querías que estuviera muerta, deberías haberlo dicho / Nada me hace sentir más viva») y, en el estribillo, se imagina a sí misma como una bruja que desata su ira sobre un pueblo («Así que salto de la horca y levito por tu calle / Arruino la fiesta como un rasguño de disco mientras grito / '¿Quién le teme a una pequeña como yo?' / Deberías hacerlo»). En el siguiente verso, Swift recuerda haber sido criada en un «asilo» y expresa cómo se vuelve despiadada ante la especulación sobre su vida personal («Era dócil, era gentil / Hasta que la vida del circo me hizo cruel»). Detalla cómo tuvo que conformarse con una cultura en la que fue criada: «Me enseñaste, me enjaulaste, y luego me llamaste loca».
Varios críticos compararon el tema de la canción con el de «Anti-Hero» (2022), una canción sobre la autocrítica y el auto-odio de Swift. Rob Sheffield de Rolling Stone describió «Who's Afraid of Little Old Me?» como un «melodrama gótico-horror cómico y lúgubre de la infancia en Estados Unidos» y lo etiquetó como un «gemelo malvado» de «Mirrorball» (2020) mientras también está «filtrado a través» de la novela de 1818 de Mary Shelley, Frankenstein. Craig Jenkins de Vulture pensó que las letras retratan una «sed de venganza sobrenatural» que recuerda a «juicios de brujas y Carrie». Vogue Australia pensó que el título es una referencia a ¿Quién le teme a Virginia Woolf?, una obra de teatro de 1962 sobre un matrimonio desviado.

## Recepción de la crítica
«Who's Afraid of Little Old Me?» recibió críticas mixtas. Varios críticos comentaron que la canción tenía un tono pesado que la hacía difícil de escuchar. Mark Savage de la BBC pensó que el tema era «salado y travieso» y describió el sonido como «sofocado». Olivia Horn de Pitchfork consideró que las imágenes líricas eran «complicadas» ya que la pista retrata a Swift como una bruja y un animal de circo, y Jonathan Keefe de Slant Magazine criticó las letras por estar sobreescritas, estropeando el intento de la canción de mostrar a Swift en su momento «más lacerante».En The New York Times, Jon Pareles lamentó que la pista carecía del «toque juguetón pero introspectivo» de «Anti-Hero», haciéndola «bastante triste o enojada» y retrocediendo a una «petulancia adolescente», y Lindsay Zoladz encontró sorprendente que Swift «no entregue esta con un (necesario) guiño» a pesar de haber «jugado diestramente con el humor y la ironía en otros lugares de su catálogo». John Wohlmacher de Beats Per Minute describió la composición como «demasiado teatral y lo-fi al mismo tiempo» y las letras vengativas como confusas, dado el «respeto y la adoración [que Swift ha] recibido de la prensa y el público».
En el lado positivo, Jeffrey Davies de PopMatters consideró la pista como la mejor del álbum, escribiendo que demuestra un «ciclo vicioso» de los detractores de Swift que «aún [le proporcionan] suficiente munición para nuevo material». Laura Snapes de The Guardian pensó que la «ira vengativa» de la canción contiene algunas de las letras más mordaces de Swift y la consideró una «actualización merecidamente amarga y punzante de la más dulce y empalagosa 'Anti-Hero'». Escribiendo para Associated Press, Maria Sherman opinó que era una amalgama de los álbumes pasados de Swift, a saber, la «ambición musical» de Folklore y Evermore (2020) y las «sensibilidades» agudas de Reputation (2017), pero con más profundidad y complejidades. Ryan Fish de The Hollywood Reporter clasificó «Who's Afraid of Little Old Me?» en el cuarto lugar de las 31 pistas del álbum, considerando la interpretación de la «persona de bruja» de Swift como convincente y diciendo que la producción tiene un gancho que «[necesita] ser gritado por una multitud en un estadio».

## Rendimiento comercial
Cuando se lanzó The Tortured Poets Department, las pistas del álbum ocuparon los primeros 14 lugares del Billboard Hot 100; «Who's Afraid of Little Old Me?» debutó en el puesto número nueve en la lista, haciendo que Swift se convirtiera en la primera artista en monopolizar los primeros 14 lugares. En Australia, la canción alcanzó el número nueve en la lista de sencillos de ARIA y la convirtió en la artista con más entradas en una sola semana con 29. En otros lugares, «Who's Afraid of Little Old Me?» alcanzó el número nueve en el Billboard Global 200 y llegó al top 10 en Canadá y Nueva Zelanda y al top 25 en Singapur (14), Filipinas (20), Portugal (22), Luxemburgo (23), Suiza (23) y Bélgica (25).

## Actuaciones en directo
Swift incluyó «Who's Afraid of Little Old Me?» entre otras canciones de The Tortured Poets Department en la renovada lista de canciones para su sexta gira de conciertos, Eras Tour, a partir de los shows de mayo de 2024 en París. Ella interpretó la canción mientras estaba de pie sobre un bloque con placas de vidrio que se movía por el escenario. Clash escribió que Swift estaba «elevándose y volando por el escenario» mientras que The Scotsman describió que ella «realmente [levitaba] por nuestra calle», clasificándola como el mejor número del concierto porque tuvo el «mayor canto grupal de la noche». Billboard consideró la pista como un «destacado en vivo» entre las canciones recién agregadas, opinando que era un ejemplo de la descripción de Swift del acto como Furia Femenina: el Musical.

## Gráficos
| Listas (2024)                             | Mejor posición |
| ----------------------------------------- | -------------- |
| Argentina (Argentina Hot 100)             | 85             |
| (ARIA)                                    | 9              |
| Bélgica (Billboard)                       | 25             |
| Brasil (Brasil Hot 100)                   | 60             |
| Canadá (Canadian Hot 100)                 | 10             |
| República Checa (Singles Digitál Top 100) | 44             |
| Dinamarca (Tracklisten)                   | 31             |
| Francia (SNEP)                            | 90             |
| Global 200 (Billboard)                    | 9              |
| Grecia (IFPI)                             | 16             |
| Lituania (AGATA)                          | 55             |
| Países Bajos (Billboard)                  | 23             |
| Nueva Zelanda (Recorded Music NZ)         | 10             |
| Noruega (VG-lista)                        | 38             |
| Filipinas (Billboard)                     | 20             |
| Polonia (Polish Streaming Top 100)        | 76             |
| Portugal (AFP)                            | 22             |
| Singapur (RIAS)                           | 14             |
| España (Top 100 Canciones)                | 70             |
| Suecia (Sverigetopplistan)                | 39             |
| Suiza (Schweizer Hitparade)               | 23             |
| Estados Unidos (Billboard Hot 100)        | 9              |